# Kalyniwka (Browary)
Kalyniwka (ukrainisch Калинівка, russisch Калиновка Kalinowka) ist eine Siedlung städtischen Typs in der ukrainischen Oblast Kiew mit 3800 Einwohnern (2019).

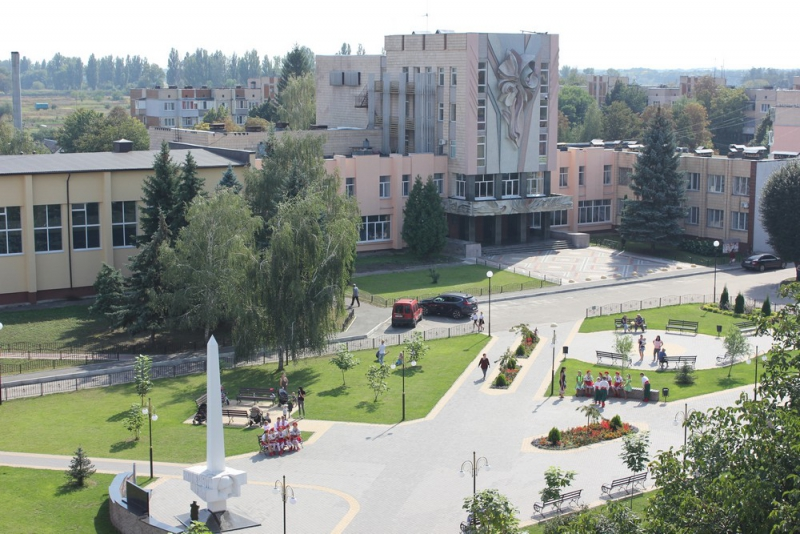
Blick in den Ort

Die 1928 gegründete Ortschaft liegt an der Fernstraße M 01 25 km nordöstlich des Stadtzentrums von Kiew und 7 km nördlich des Rajonzentrums Browary. Kalyniwka besitzt den Status einer Siedlung städtischen Typs seit dem 23. Januar 2003.

## Verwaltungsgliederung
Am 12. Juni 2020 wurde die Siedlung zum Zentrum der neugegründeten Siedlungsgemeinde Kalyniwka (Калинівська селищна громада/Kalyniwska selyschtschna hromada). Zu dieser zählen auch die 5 in der untenstehenden Tabelle aufgelisteten Dörfer, bis dahin bildete sie zusammen mit den Dörfern Kwitnewe, Peremoha und Skybyn die gleichnamige Siedlungsratsgemeinde Kalyniwka (Калинівська селищна рада/Kalyniwska selyschtschna rada) im Südwesten des Rajons Browary.
Folgende Orte sind neben dem Hauptort Kalyniwka Teil der Gemeinde:
| Name                     | Name       | Name                     |
| ukrainisch transkribiert | ukrainisch | russisch                 |
| ------------------------ | ---------- | ------------------------ |
| Krassyliwka              | Красилівка | Красиловка (Krassilowka) |
| Kwitnewe                 | Квітневе   | Квитневое (Kwitnewoje)   |
| Peremoha                 | Перемога   | Перемога (Peremoga)      |
| Roschiwka                | Рожівка    | Рожевка (Roschewka)      |
| Skybyn                   | Скибин     | Скибин (Skibin)          |